# Juan Carlos De Marchi (militar nacido en 1919)
Juan Carlos De Marchi (1919-2004) fue un militar argentino que fue presidente de Ferrocarriles Argentinos bajo la autodenominada Revolución Argentina. También fue embajador en el Perú.

## Reseña
Hijo de un dirigente ferroviario. Fue un oficial de infantería egresado del Colegio Militar en 1939. Se recibió de ingeniero militar en la Escuela Superior Técnica, y fue docente y director del Colegio Militar entre 1965 y 1966.
En 1967 fue designado presidente de Ferrocarriles Argentinos bajo el gobierno de facto de Juan Carlos Onganía. Durante su gestión impulsó un plan de renovación de la vías y del material ferroviario. En 1970 dio la patada inicial de un plan de inversión de 850 millones de pesos. Estuvo al frente de la empresa hasta el cese de funciones el 3 de marzo de 1971. En 1968 ascendió a general de división y vio el pase a retiro.
Así en junio de 1971 fue designado embajador en Perú por el gobierno de Alejandro Agustín Lanusse. Cesó en estas funciones al terminar el gobierno militar en mayo de 1973.